# Adamivka, Radîvîliv
Adamivka (în ucraineană Адамівка) este un sat în comuna Pidzamce din raionul Radîvîliv, regiunea Rivne, Ucraina.

## Demografie
Componența lingvistică a localității Adamivka
     Ucraineană (96,36%)
     Rusă (3,64%)
Conform recensământului din 2001, majoritatea populației localității Adamivka era vorbitoare de ucraineană (96,36%), existând în minoritate și vorbitori de rusă (3,64%).